# Siegfried Vogel (Sänger)

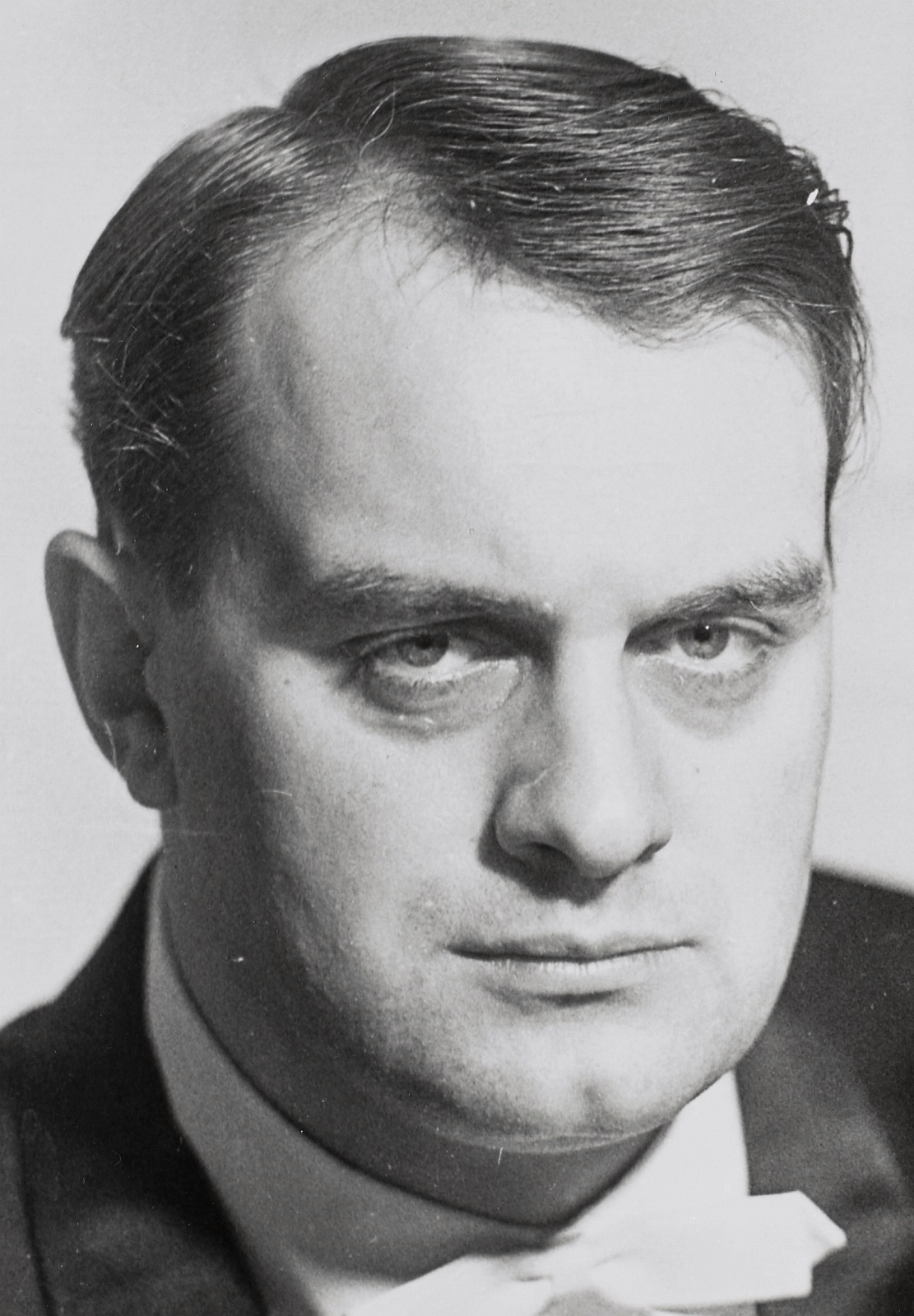
Siegfried Vogel, Fotografie von Evelyn Richter, Leipzig 1967

Siegfried Vogel (* 6. März 1937 in Chemnitz) ist ein deutscher Opernsänger (Bassbariton).

## Leben
Als Siegfried Vogel drei Jahre alt war, zogen seine Eltern mit ihm nach Dresden.
Hier erhielt er seinen ersten Gesangsunterricht bei Kammersängerin Arletta Hypius. Von 1956 bis 1959 absolvierte er ein Gesangsstudium an der Musikhochschule Dresden und wurde bereits 1959 in das Nachwuchsstudio der Sächsischen Staatsoper berufen. Seine gesangstechnische Weiterbildung bekam er bei Kammersänger Johannes Kemter und wurde 1961 Mitglied des Ensembles der Sächsischen Staatsoper.
An diesem Haus sang er 1959 seine 1. Gesangspartie in „Wenn ich König wär’“ (Zizell).
1966 wurde er als 1. Bassist mit einem Vertrag an die Deutsche Staatsoper Berlin verpflichtet, wo er bis 2002 festes Ensemblemitglied war. Seine erste Vorstellung an diesem Haus war Leporello in „Don Giovanni“ am 16. Februar 1966.
1968 wurde er durch dieses Haus mit dem Titel Kammersänger geehrt.

## Gesangspartien
An der Deutschen Staatsoper Berlin gesungene Partien (eine Auswahl):
- Im Wagner-Fach: Hans Sachs, Pogner, Gurnemanz, Wotan, Hunding, Fafner, Fasolt, König Marke, König Heinrich, Landgraf, Daland
- Im Strauss-Fach: Ochs von Lerchenau, La Roche, Sir Morosus, Waldner, Penius, Geisterbote
- Im Mozart-Fach: Don Giovanni, Leporello, Sarastro, Figaro, Don Alfonso, Bartolo, Publio
- Weitere: Lanzelot, Kezal, Rocco, Lenny Schwartz, Kaspar, Ramphis. Gremin, Großinquisitor, Biterolf
- Einen frühen Höhepunkt seiner Karriere stellte die Uraufführung von Paul Dessaus Oper „Lancelot“ 1969 dar, in welcher er die Titelpartie sang.

Ab 1970 erhielt Siegfried Vogel einen Gastvertrag an der Komischen Oper in Berlin. Dort sang er unter der Regie von Walter Felsenstein die Titelpartie in „Hary Janos“ und den Escamillo in „Carmen“. Des Weiteren sang er an diesem Haus unter der Regie von Harry Kupfer die Partie des Hans Sachs „Die Meistersinger von Nürnberg“ und die Titelpartie in „Boris Godunow“. Unter der Regie von Christine Mielitz war er Sir Morosus „Die schweigsame Frau“ und den Collona in „Rienzi“. Weiterhin übernahm er dort die Partie des Grown in „Porgy and Bess“ sowie die vier Bösewichte in „Hoffmanns Erzählungen“.
Siegfried Vogel war während seiner Laufbahn ein gefragter Wagner- und Strauss Interpret und gastierte in diesem Fach auf allen großen Bühnen weltweit.
Er sang unter allen wichtigen Dirigenten:
Leonard Bernstein, Wolfgang Sawallisch, James Levine, Daniel Barenboim, Carlos Kleiber, Zubin Mehta, Christian Thielemann, Otmar Suitner, Heinz Fricke, Heinrich Hollreiser, Karl Böhm, Marek Janowski, Seiji Ozawa
Auslandsgastspiele führten ihn mit allen wichtigen Wagner- und Strausspartien u. a. nach New York, Chicago, San Francisco, Toronto, Montreal, Sydney, Mailand, Turin, Rom, Venedig, Palermo, Perugia, Wien, Salzburger Festspiele Kopenhagen, Amsterdam, Brüssel, Nancy, Paris, Lyon, Toulouse, Nizza, Kairo, Sofia, Bukarest, Budapest, Taschkent, Kazan, Moskau, Prag.
21 Gastspiele gab er in Japan, davon fünfmal mit dem Ensemble der Deutschen Staatsoper.
Weitere Gastspiele nahm er vor 1989, wiederholt im Wagner- und Strauss-Fach, in Westdeutschland wahr: Bayreuther Festspiele, Staatsoper München, Stuttgart, Karlsruhe, Wiesbaden, Mainz, Frankfurt am Main, Braunschweig, Hamburg, Bremen, Freiburg.
Auf Grund politischer Veränderungen verließ Siegfried Vogel 1992 Deutschland und nahm seinen Wohnsitz in Italien, wo er bis 2006 lebte. Zu den künstlerischen Höhepunkten während dieser Jahre zählen der Gurnemanz in „Parsifal“ unter der Leitung von Daniel Barenboim sowie unter Barenboims Leitung die Partie des Geheimrates Voßwinkel in die „Die Brautwahl“ von Ferruccio Busoni. Mit dieser Partie absolvierte er seine 1100. Vorstellung an der Deutschen Staatsoper Berlin.
In seiner Laufbahn interpretierte er 108 Opernpartien, darunter auch in zeitgenössischen Werken.
Im Oktober 2007 absolvierte Siegfried Vogel sein letztes Japan-Gastspiel mit „Moses und Aron“ von Arnold Schönberg.
Mit der Partie des Dijab in „L’Upupa“ von Hans Werner Henze beendete er im Frühjahr 2008 an der Staatsoper Hamburg seine aktive Karriere.

## Auszeichnungen
- Nationalpreis III. Klasse Oktober 1972
- Nationalpreis  II. Klasse Oktober 1984
- Kritikerpreis der Berliner Zeitung für die Darstellung des Lanzelot in „Lanzelot“ und für Ptolemäus in „Julius Cäsar“ 3. Juli 1970
- Kritikerpreis der Berliner Zeitung für sängerisch-darstellerische Leistung als Hans Sachs in „Die Meistersinger von Nürnberg“ 1. Oktober 1982
- Ehrenmedaille der Gottlob-Frick-Gesellschaft 2007